# Cvintet de alame

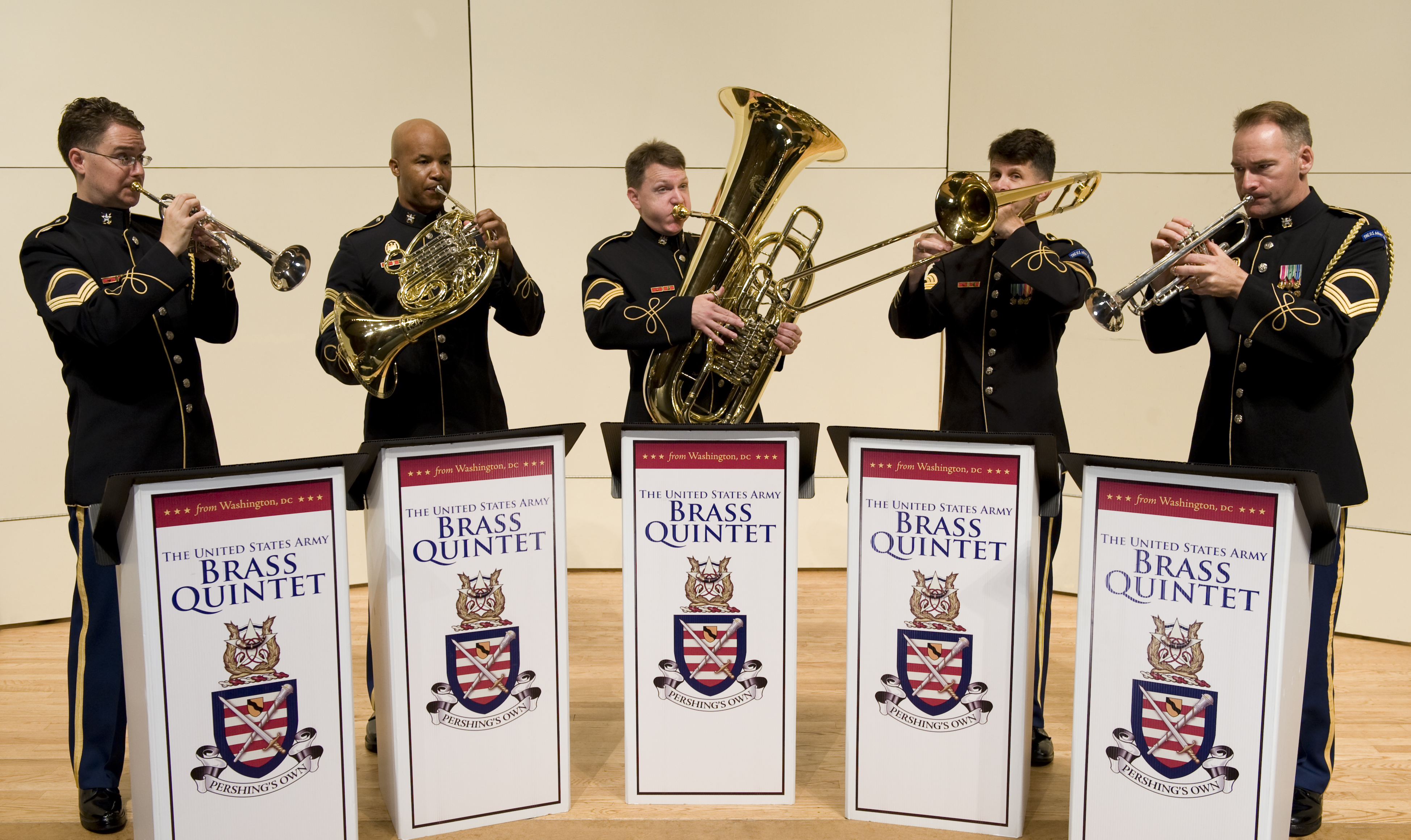
Cvintetul de alame al U.S. Army.

Cvintetul de alame este un ansamblu instrumental format din instrumente muzicale de suflat din alamă. Cea mai comună combinație instrumentală pentru cvintetul de alame include două trompete (sau cornete), un corn francez, un trombon și o tubă. Muzicienii care cântă într-un cvintet de alame pot să cânte adesea la mai multe instrumente cu muștiuc. Cvintetul de alame tradițional a apărut în anii 1950 prin activitatea susținută a cvintetului Chicago Brass Quintet urmată de activitatea American Brass Quintet în anii 1970 și definitivată de Canadian Brass în anii 1970, perioadă în care cvintetul de alame și-a ocupat locul legitim în istoria muzicii de cameră.

## Concursuri pentru cvintet de alame
- Bucharest International Music Competition, România
- Jeju International Brass & Percussion Competition, Coreea de Sud